# Chest Full of Dying Hawks
A Chest Full of Dying Hawks a Sparklehorse első válogatásalbuma, melyet 2001-ben adott ki a Capitol Records; az albumot a zenekar harmadik stúdióalbumának megünneplésére adták ki. Az album 2001 októberében a CMJ New Music Monthly 75 dalból álló toplistáján a 38. helyezést érte el.

## Számlista
Az összes dal szerzője Mark Linkous, kivéve ahol a szerzők külön jelölve vannak. 
| 1.    | Spirit Ditch             |                                              | Vivadixiesubmarinetransmissionplot | 3:24 |
| 2.    | Piano Fire               |                                              | It’s a Wonderful Life              | 2:43 |
| 3.    | Apple Bed                |                                              | It’s a Wonderful Life              | 4:54 |
| 4.    | Waiting for Nothing      |                                              | Distorted Ghost                    | 2:31 |
| 5.    | Pig                      |                                              | Good Morning Spider                | 2:22 |
| 6.    | Painbird                 |                                              | Good Morning Spider                | 3:50 |
| 7.    | Sea of Teeth             |                                              | It’s a Wonderful Life              | 4:29 |
| 8.    | Little Bastard Choo Choo |                                              | Vivadixiesubmarinetransmissionplot | 0:47 |
| 9.    | Hammering the Cramps     |                                              | Vivadixiesubmarinetransmissionplot | 2:49 |
| 10.   | London                   | Mark Linkous, William Blake, Tuli Kupferberg | London                             | 2:58 |
| 11.   | Wish You Were Here       | Mark Linkous, Pink Floyd, Tom Yorke          | Maria's Little Elbows              | 6:50 |
| 12.   | Sunshine                 |                                              | Good Morning Spider                | 4:59 |
| 41:49 |                          |                                              |                                    |      |